# Porcelana Jizhou

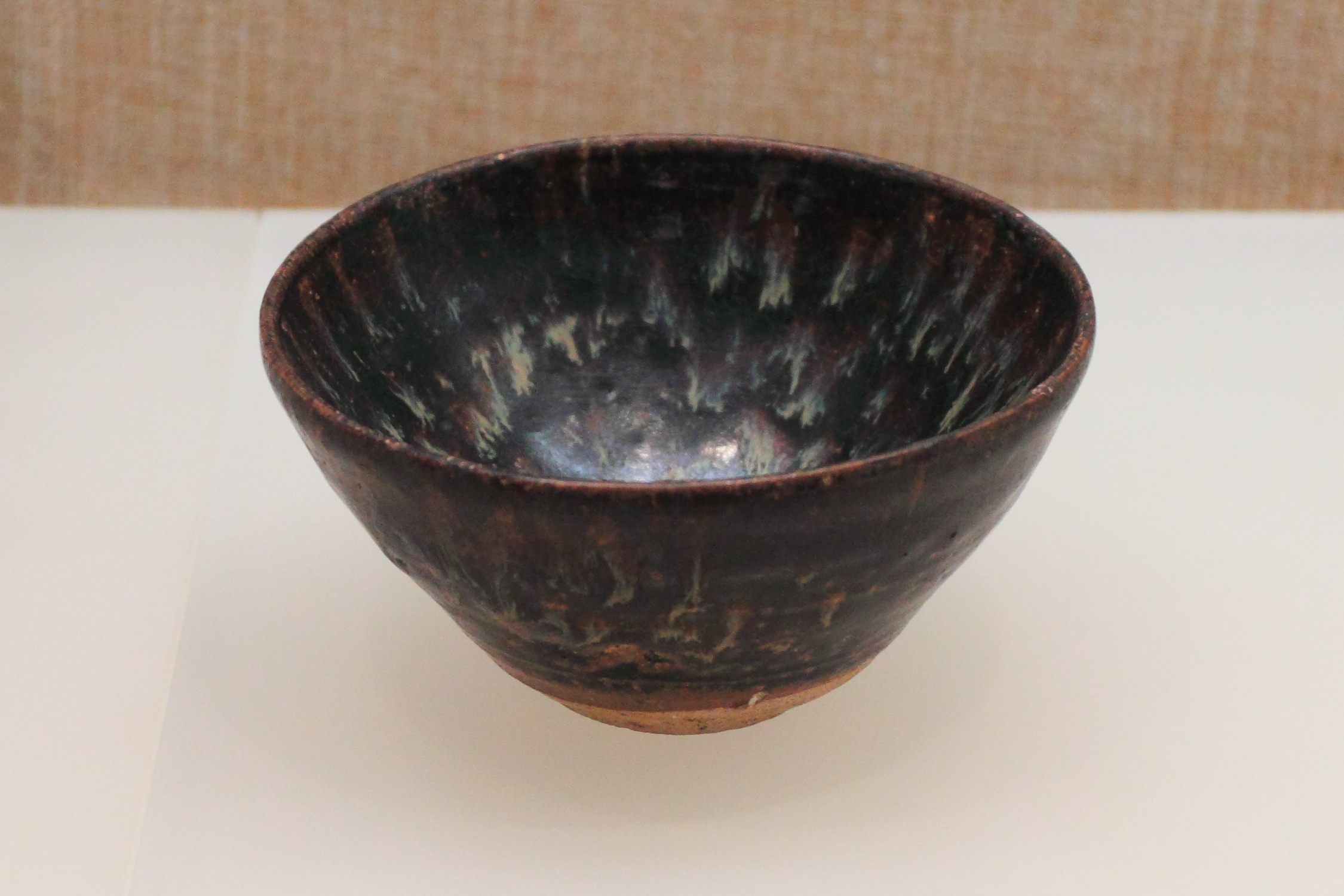
Cuenco de té Jizhou con efecto de glaseado "carey"

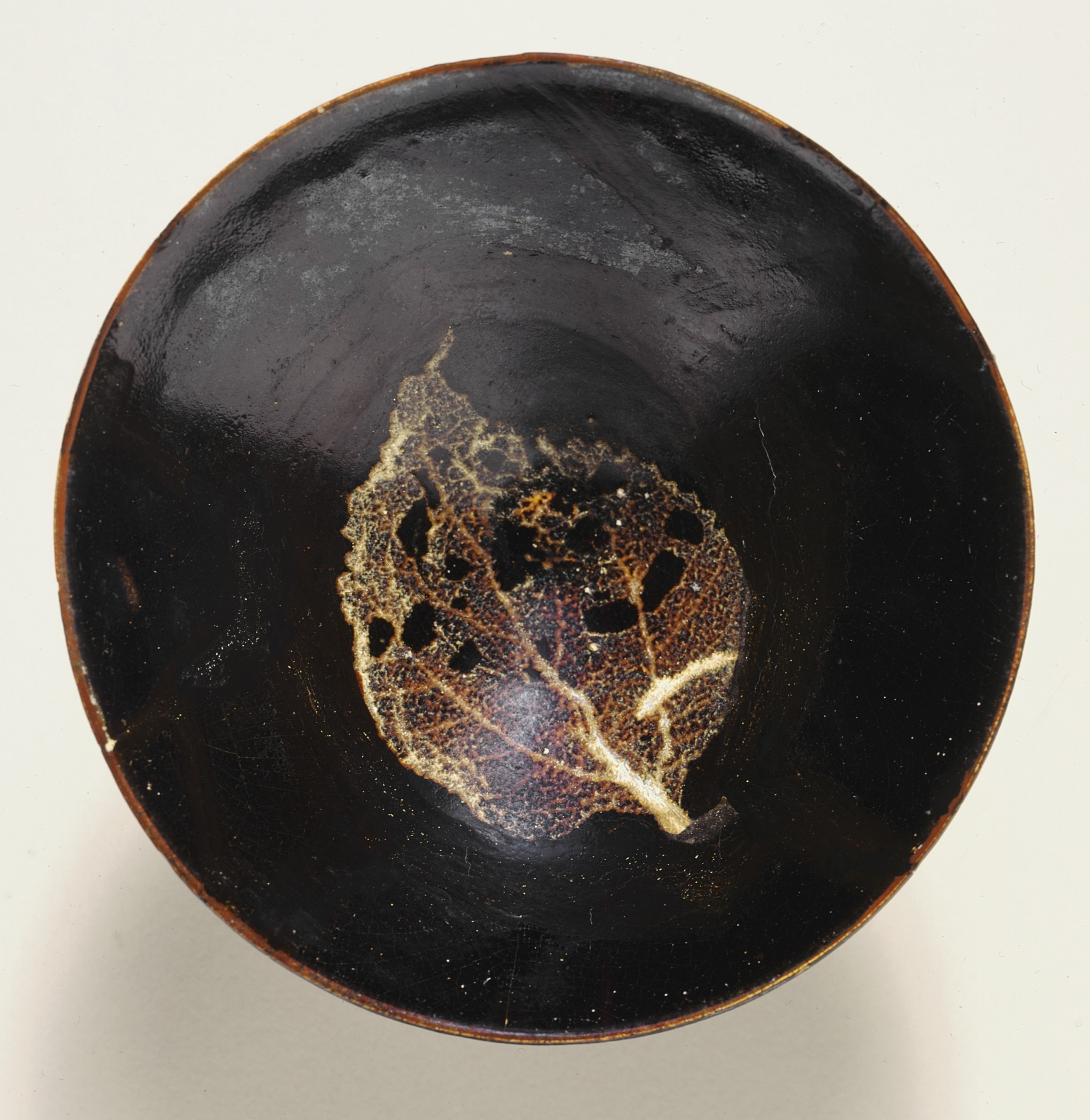
Cuenco de té (desde arriba), gres arrojado sobre ruedas con decoración natural resistente a las hojas y vidriado marrón, finales de la dinastía Song del sur, alrededor de 1200-1279

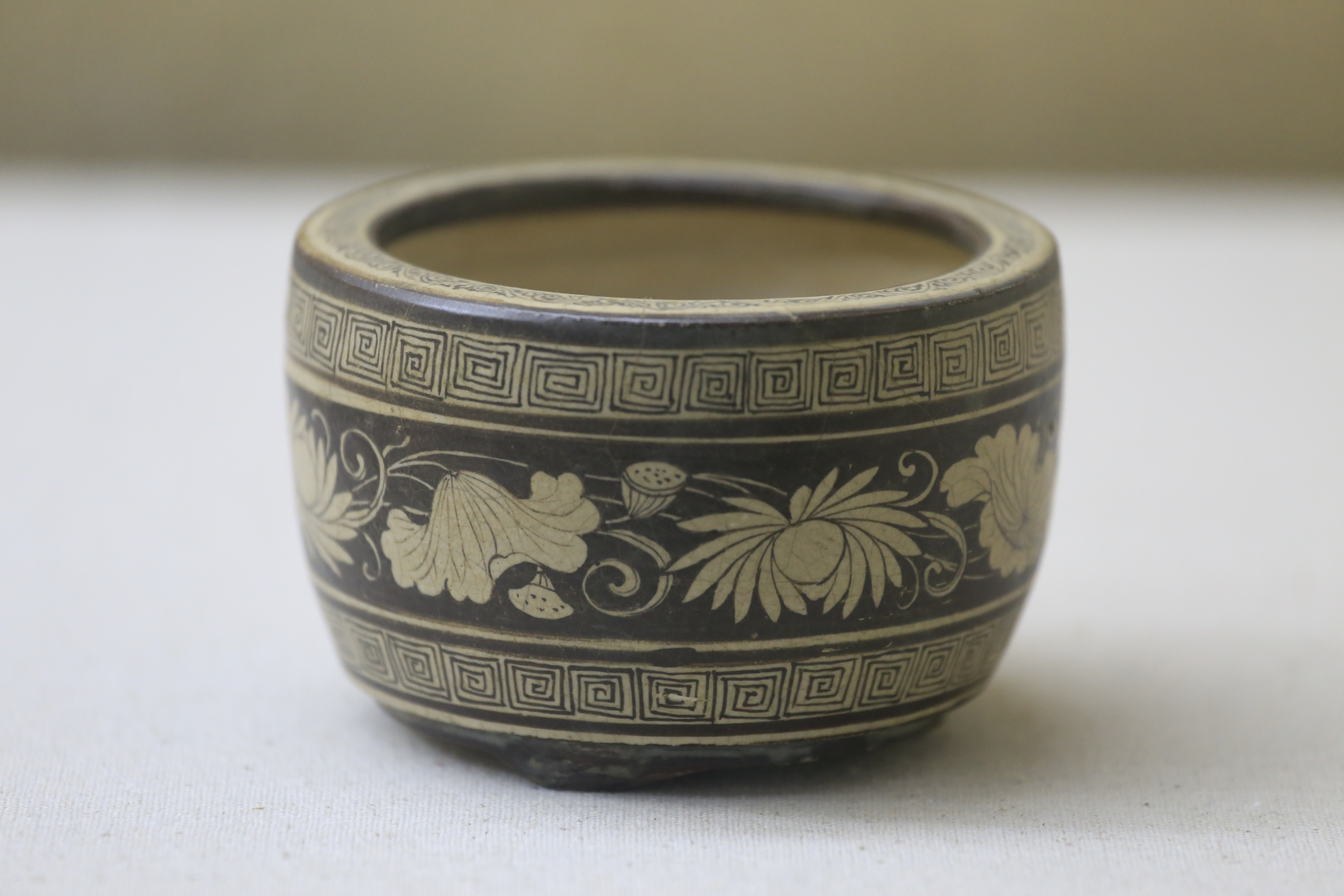
Cuadro underglaze marrón y blanco

Porcelana Jizhou o horno de Chi-chou (Chino: 吉州窯; pinyin: Jízhōu yáo) es la cerámica y porcelana china originaria de la provincia de Jiangxi en el sur de China; los hornos Jizhou fabricaron varios tipos diferentes de artículos durante los cinco siglos de producción. Los artículos más conocidos son las formas simples en gres, con un fuerte énfasis en los efectos sutiles en las cerámicas vidriadas oscuras, comparables a las cerámicas de Jian, pero a menudo combinados con otros efectos decorativos. En la dinastía Song alcanzaron un gran prestigio, especialmente entre los monjes budistas y para su utilización en el consumo de té. Los productos a menudo usan hojas o recortes de papel para crear patrones resistentes en el esmalte, dejando partes del cuerpo intactas.
En la dinastía Yuan, Jizhou también produjo proto-porcelana Qingbai, así como artículos pintados con la técnica del engobe blanco y marrón que tomaron prestada su técnica de la cerámica Cizhou, artículos populares producidos en muchos lugares del norte de China, y pueden haber influido significativamente en el comienzo de cerámica azul y blanca en la cerámica conocida como  loza Jingdezhen, relativamente cercana.
La producción parece haber comenzado a finales de la dinastía Tang o bajo las Cinco Dinastías, y continuó hasta la dinastía Yuan. La producción parece haber terminado repentinamente en el siglo XIV, por razones que aún no están claras. En una clasificación de artículos chinos de 1388, en los Criterios Esenciales de Antigüedades, los artículos de Jizhou figuran en el noveno lugar, por encima del celadón Longquan, que para entonces estaba decayendo en las tendencias de moda.

## Características
La vajilla Jizhou era conocida por su "esmalte de carey " (玳瑁 釉 dàimàoyòu), solo o en combinación con otros tipos de decoración. Los recortes de hojas y papel se dejaron en su lugar y se quemaron en el horno durante la cocción. Los recortes de papel representaban "personajes auspiciosos" o patrones florales simples, a menudo esparcidos por los lados del cuenco. Las hojas se colocaban con mayor frecuencia en el centro del cuenco y, a menudo, solo se ve el esqueleto de la hoja. La técnica parece haber sido empapar una hoja real en la mezcla de glaseado y luego colocarla en el recipiente, donde la hoja misma se quemó al cocer. Otro efecto de esmalte resistente bastante raro se llama "mancha de leopardo". Se pintó en su lugar una decoración de "manchas de ciervo", con filas de manchas de color marrón claro con un centro blanco.
Los cuerpos de las mercancías parecen haber sido hechos completamente de petunse local de bajo grado, lo que le da un color beige claro al cuerpo. Los artículos pintados están bajo un esmalte transparente y los diseños pueden ser elaborados y finamente ejecutados. Los motivos comunes incluyen patrones geométricos que incluyen tejido de cestería, patrones florales, especialmente "espirales con frondas" estrechas, y también olas rompientes. Todos estos, junto con asas en forma de peces con escamas y aletas, se encuentran en un jarrón de la dinastía Yuan en el Museo Británico, que toma prestada tanto su forma como su decoración de los artículos de metal.

## Sitio del horno
Se produjo en varios hornos en la ciudad de Yonghe, condado de Ji'an, Jiangxi, llamado horno Jizhou. El sitio histórico ha sido clasificado por el gobierno como uno de los principales sitios históricos y culturales nacionales de Jiangxi. Las excavaciones en el sitio revelaron una gran cantidad de fragmentos descartados de Qingbai, una porcelana blanca azulada temprana, debajo de las capas con artículos pintados de color marrón y blanco. Jizhou fue claramente uno de los sitios secundarios donde se produjo, siendo Jingdezhen el centro principal.